# Tann (Rhön)
Tann (Rhön) ist eine Stadt im osthessischen Landkreis Fulda. Die Stadt ist ein anerkannter Luftkurort.

## Geographie

### Geographische Lage

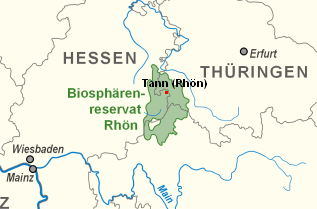
Biosphärenreservat Rhön

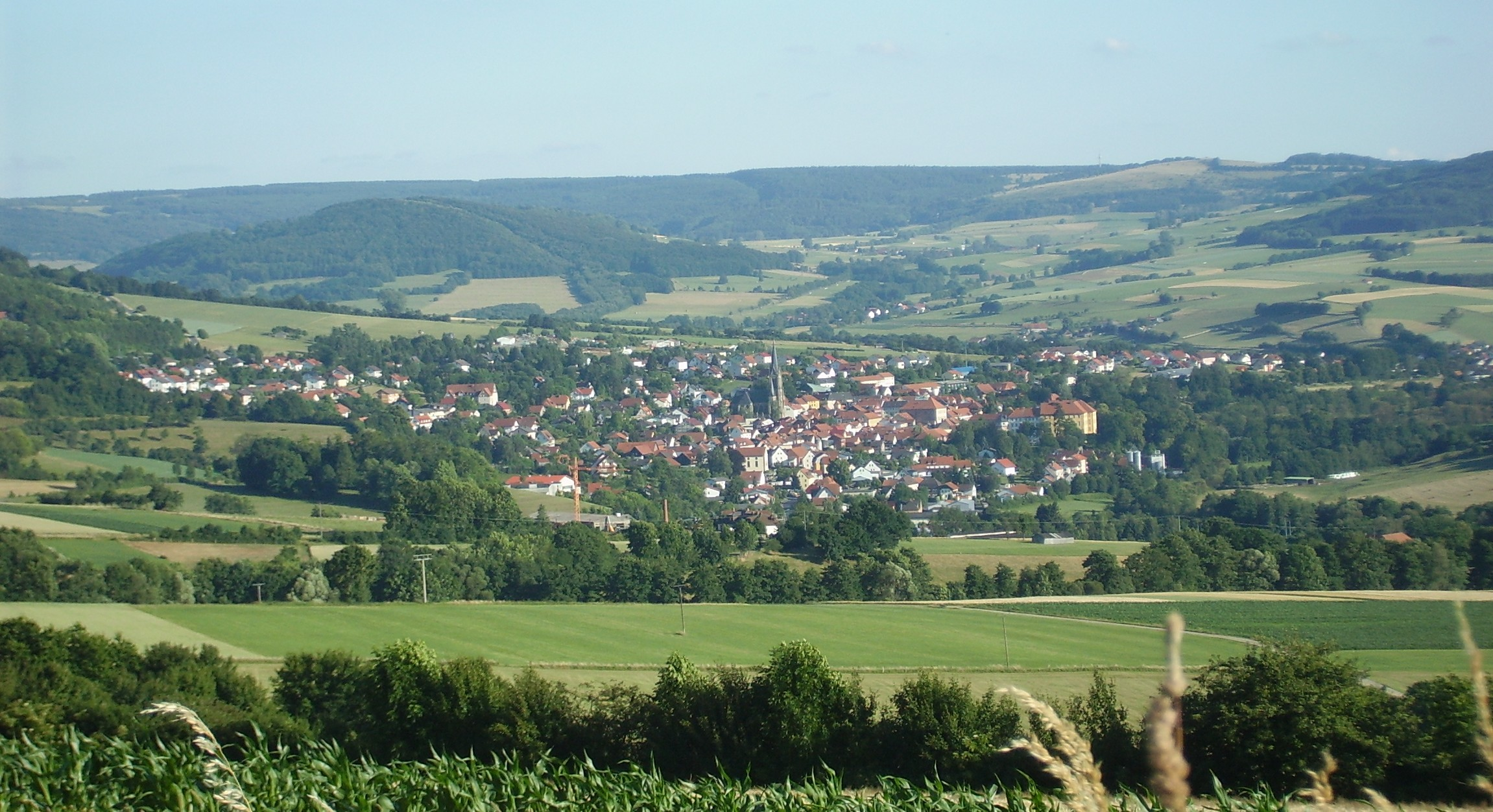
Rhönlandschaft bei Tann (Ansicht von Nordosten/Schlitzenhausen)

Der staatlich anerkannte Luftkurort Tann (Rhön) liegt im mittleren Tal der Ulster in der hessischen Rhön, auf etwa 370 m ü. NN. Westlich fließt die Ulster an der Stadt vorbei. Jenseits der Ulster steigt das Gelände zum Habelberg (718,5 m ü. NN) an. Östlich der Ulster liegt der Altstadtbereich von Tann. Die neueren Teile von Tann dehnen sich nördlich und südlich der Altstadt im Flusstal aus und ziehen sich an den westlichen Hängen des Josberges (etwa 510 m ü. NN) hoch. Der Josberg ist ein Sporn des Engelsberges (724 m ü. NN).
Der niedrigste Punkt innerhalb der Stadtgemarkung liegt mit einer Höhe von etwa 313 m ü. NN nordwestlich der Stadt, in der Ulsteraue bei Sinswinden. Der höchste Punkt ist der 726 m ü. NN hohe Dadenberg, etwa 3 km östlich der Stadt.

### Nachbargemeinden
Tann grenzt im Norden an die Gemeinden Schleid und Geisa im thüringischen Wartburgkreis, im Osten an die Gemeinde Empfertshausen (Wartburgkreis) sowie an die Stadt Kaltennordheim im thüringischen Landkreis Schmalkalden-Meiningen. Im Süden liegt die Gemeinde Hilders und im Westen Hofbieber (beide im Landkreis Fulda).

### Stadtgliederung
Neben der Kernstadt Tann (mit den Weilern Schweidhof, Friedrichshof und der Hasenmühle) gibt es folgende Stadtteile:
- Habel (mit den Weilern Esbachsgraben, Neustädtges, Habelgraben, Schwarzenborn, Karnhof und Mollartshof)
- Günthers
- Hundsbach (mit den Weilern Dippach, Kleinfischbach und Herdathurm)
- Lahrbach (mit dem Brauertshof und dem Paradieshof)
- Neuschwambach (mit den Weilern Altschwambach, Aura, Ober- und Unterrückersbach)
- Neuswarts (mit dem Weiler Meerswinden)
- Schlitzenhausen (mit dem Weiler Sinswinden)
- Theobaldshof (mit den Weilern Knottenhof und Dietgeshof)
- Wendershausen (mit dem Rothof)

### Siedlungsplätze innerhalb der Gemarkung
Quelle: Historisches Ortslexikon
- Altenhof (Gehöftgruppe)[4]
- Friedrichshof (Gehöftgruppe)[5]
- Gartenhaus (Hof)[6]
- Hasenmühle (Mühle)[7]
- Rothengehauck (Gehöftgruppe)[8]
- Schweidhof (Hof)[9]

## Geschichte

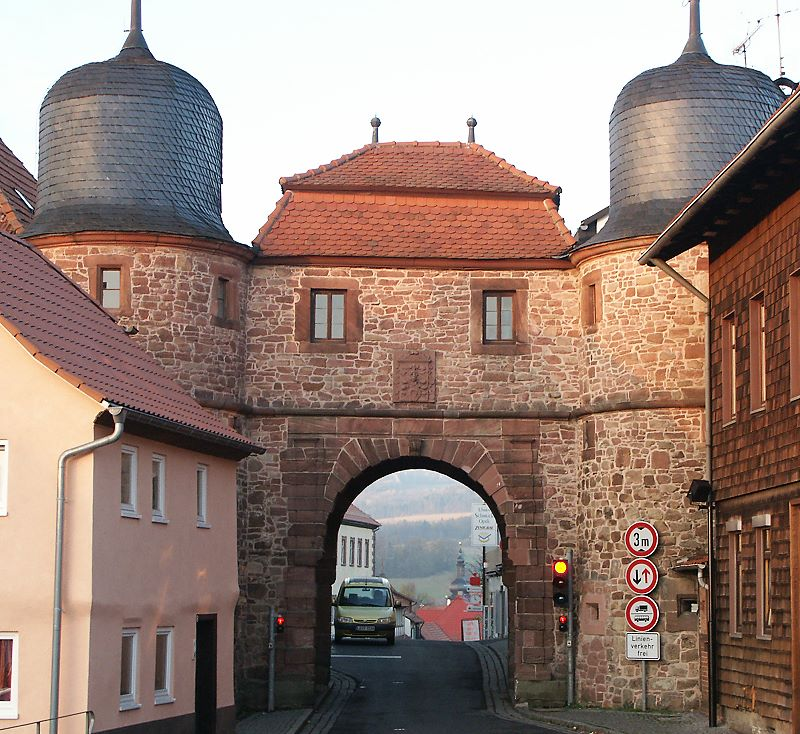
Stadttor (erbaut 1557–1563)

### Stadtgeschichte
Tann wurde 1197 erstmals als Ort erwähnt. Die erste Burganlage der Herren von der Tann wurde im 11. oder 12. Jahrhundert erbaut. Das Marktrecht erhielt die Stadt im Jahr 1541. Die Stadt gehörte zur ritterschaftlichen Herrschaft derer von und zu der Tann, die 1656 Reichsritter wurden und zum Fränkischen Ritterkreis gehörten. Sie wurde von Eberhard von der Tann im 16. Jahrhundert befestigt, um sie während der bewaffneten Auseinandersetzungen mit den Äbten von Fulda über Religion und Lehensbeziehungen besser sichern zu können. Die ab 1815 zum späteren Unterfranken im Königreich Bayern gehörige Stadt wurde, wie auch Bad Orb, nach dem Sieg Preußens über die deutschen Bundestruppen im Deutschen Krieg von 1866 von Preußen annektiert und gehört seit 1946 zum Bundesland Hessen. Im Jahr 1879 zerstörte ein Stadtbrand große Teile der mittelalterlichen Bebauung einschließlich der Stadtkirche mit dem Grabmal für Eberhard von der Tann.
Seit dem Wegfall der innerdeutschen Grenze, die über 40 Jahre lang das Stadtgebiet halbinselförmig einschnürte, liegt Tann wieder mitten im Herzen Deutschlands.

### Hessische Gebietsreform: Eingemeindungen
Im Zuge der Gebietsreform in Hessen wurde zum 1. April 1970 die bis dahin eigenständige Gemeinde Wendershausen eingegliedert. Am 31. Dezember 1971 folgten die bis dahin selbständigen Gemeinden Günthers und Lahrbach. Am 1. April 1972 kam Hundsbach hinzu. Habel, Neuschwambach, Neuswarts, Schlitzenhausen und Theobaldshof folgten kraft Landesgesetz am 1. August 1972. Für alle nach Tann eingliederten Gemeinden wurden Ortsbezirke errichtet.

### Verwaltungsgeschichte im Überblick
Die folgende Liste zeigt die Staaten und Verwaltungseinheiten, denen Tann (Röhn) angehört(e):
- vor 1803: Heiliges Römisches Reich, Herrschaft der Freiherren von der Tann (Ritterkanton Rhön-Werra, Buchisches Quartier)
- 1803–1806: Heiliges Römisches Reich, Königreich Bayern, Herrschaft der Freiherren von der Tann[Anm. 2]
- 1806–1813: Großherzogtum Würzburg, Landgericht Hilders[Anm. 3]
- 1814–1832: Königreich Bayern, Herrschaftsgericht Tann
- 1832–1848: Königreich Bayern, Herrschaftskommissariat Tann
- 1848–1861: Königreich Bayern, Regierung Unterfranken und Aschaffenburg, Landgerichtsbezirk Hilders
- 1862–1866: Königreich Bayern, Regierungsbezirk Unterfranken, Bezirksamt Gersfeld[Anm. 4]
- ab 1867: Norddeutscher Bund, Königreich Preußen,[Anm. 5] Provinz Hessen-Nassau, Regierungsbezirk Kassel, Kreis Gersfeld
- ab 1871: Deutsches Reich, Königreich Preußen, Provinz Hessen-Nassau, Regierungsbezirk Kassel, Kreis Gersfeld
- ab 1918: Deutsches Reich, Freistaat Preußen,[Anm. 6] Provinz Hessen-Nassau, Regierungsbezirk Kassel, Kreis Gersfeld
- ab 1932: Deutsches Reich, Freistaat Preußen, Provinz Hessen-Nassau, Regierungsbezirk Kassel, Landkreis Fulda
- ab 1944: Deutsches Reich, Freistaat Preußen, Provinz Kurhessen, Landkreis Fulda
- ab 1945: Deutsches Reich, Amerikanische Besatzungszone,[Anm. 7] Groß-Hessen, Regierungsbezirk Kassel, Landkreis Fulda
- ab 1946: Deutsches Reich, Amerikanische Besatzungszone, Hessen, Regierungsbezirk Kassel, Landkreis Fulda
- ab 1949: Bundesrepublik Deutschland, Hessen, Regierungsbezirk Kassel, Landkreis Fulda

## Bevölkerung

### Einwohnerstruktur 2011/2022
Nach den Erhebungen des Zensus 2011/Zensus 2022 lebten am Stichtag, dem 9. Mai 2011 / 15. Mai 2022, in Tann 4515/4447 Einwohner. Darunter waren 78/307 (1,7 % / 6,9 %) Ausländer, von denen 36/120 aus dem EU-Ausland, 21/53 aus anderen europäischen Ländern und 16/133 aus anderen Staaten kamen./ Nach dem Lebensalter waren 781/711 Einwohner unter 18 Jahren, 1771/1577 zwischen 18 und 49, 972/1064 zwischen 50 und 64 und 991/1095 Einwohner waren älter./ Die Einwohner lebten in 1865/1206 Haushalten. Davon waren 506/? Singlehaushalte, 480/526 Paare ohne Kindern und 685/541 Paare mit Kindern, sowie 169/137 Alleinerziehende und 24/? Wohngemeinschaften./ In 386/205 Haushalten lebten ausschließlich Senioren und in 115/781 Haushaltungen lebten keine Senioren./

### Einwohnerentwicklung
| Tann: Einwohnerzahlen von 1834 bis 2022 | Tann: Einwohnerzahlen von 1834 bis 2022 | Tann: Einwohnerzahlen von 1834 bis 2022 | Tann: Einwohnerzahlen von 1834 bis 2022 | Tann: Einwohnerzahlen von 1834 bis 2022 |
| --- | --------------------------------------- | --------------------------------------- | --------------------------------------- | --------------------------------------- |
| Jahr |                                         |                                         |                                         | Einwohner                               |
| 1834 | 1834                                    |                                         | 1.418                                   | 1.418                                   |
| 1840 | 1840                                    |                                         | 1.442                                   | 1.442                                   |
| 1846 | 1846                                    |                                         | 1.359                                   | 1.359                                   |
| 1852 | 1852                                    |                                         | 1.333                                   | 1.333                                   |
| 1858 | 1858                                    |                                         | 1.232                                   | 1.232                                   |
| 1864 | 1864                                    |                                         | 1.094                                   | 1.094                                   |
| 1871 | 1871                                    |                                         | 1.119                                   | 1.119                                   |
| 1875 | 1875                                    |                                         | 1.119                                   | 1.119                                   |
| 1885 | 1885                                    |                                         | 1.110                                   | 1.110                                   |
| 1895 | 1895                                    |                                         | 1.068                                   | 1.068                                   |
| 1905 | 1905                                    |                                         | 1.103                                   | 1.103                                   |
| 1910 | 1910                                    |                                         | 1.159                                   | 1.159                                   |
| 1925 | 1925                                    |                                         | 1.231                                   | 1.231                                   |
| 1939 | 1939                                    |                                         | 1.463                                   | 1.463                                   |
| 1946 | 1946                                    |                                         | 1.987                                   | 1.987                                   |
| 1950 | 1950                                    |                                         | 1.956                                   | 1.956                                   |
| 1956 | 1956                                    |                                         | 1.759                                   | 1.759                                   |
| 1961 | 1961                                    |                                         | 1.674                                   | 1.674                                   |
| 1967 | 1967                                    |                                         | 1.825                                   | 1.825                                   |
| 1970 | 1970                                    |                                         | 2.375                                   | 2.375                                   |
| 1975 | 1975                                    |                                         | 4.931                                   | 4.931                                   |
| 1980 | 1980                                    |                                         | 5.057                                   | 5.057                                   |
| 1985 | 1985                                    |                                         | 4.911                                   | 4.911                                   |
| 1990 | 1990                                    |                                         | 4.801                                   | 4.801                                   |
| 1995 | 1995                                    |                                         | 4.842                                   | 4.842                                   |
| 2000 | 2000                                    |                                         | 4.819                                   | 4.819                                   |
| 2005 | 2005                                    |                                         | 4.624                                   | 4.624                                   |
| 2010 | 2010                                    |                                         | 4.448                                   | 4.448                                   |
| 2011 | 2011                                    |                                         | 4.515                                   | 4.515                                   |
| 2015 | 2015                                    |                                         | 4.386                                   | 4.386                                   |
| 2021 | 2021                                    |                                         | 4.411                                   | 4.411                                   |
| 2022 | 2022                                    |                                         | 4.447                                   | 4.447                                   |
| Datenquelle: Historisches Gemeindeverzeichnis für Hessen: Die Bevölkerung der Gemeinden 1834 bis 1967. Wiesbaden: Hessisches Statistisches Landesamt, 1968. Weitere Quellen: LAGIS; Hessisches Statistisches Informationssystem; Zensus 2011, Zensus 2022 Nach 1970 einschließlich der im Zuge der Gebietsreform in Hessen eingegliederten Orte. |                                         |                                         |                                         |                                         |

### Historische Religionszugehörigkeit
| • 1885: | 921 evangelische (= 84,50 %), 23 katholische (= 4,11 %), 146 jüdische (= 13,39 %) Einwohner |
| • 1961: | 1488 evangelische (= 88,86 %), 175 katholische (= 10,45 %) Einwohner                        |
| • 1987: | 3609 evangelische (= 78,3 %), 874 katholische (= 19,0 %), 127 sonstige (= 2,7 %) Einwohner  |
| • 2011: | 3095 evangelische (= 68,5 %), 988 katholische (= 21,9 %), 432 sonstige (= 9,6 %) Einwohner  |
| • 2022: | 2632 evangelische (= 59,2 %), 975 katholische (= 11,9 %), 838 sonstige (= 18,8 %) Einwohner |

## Religion

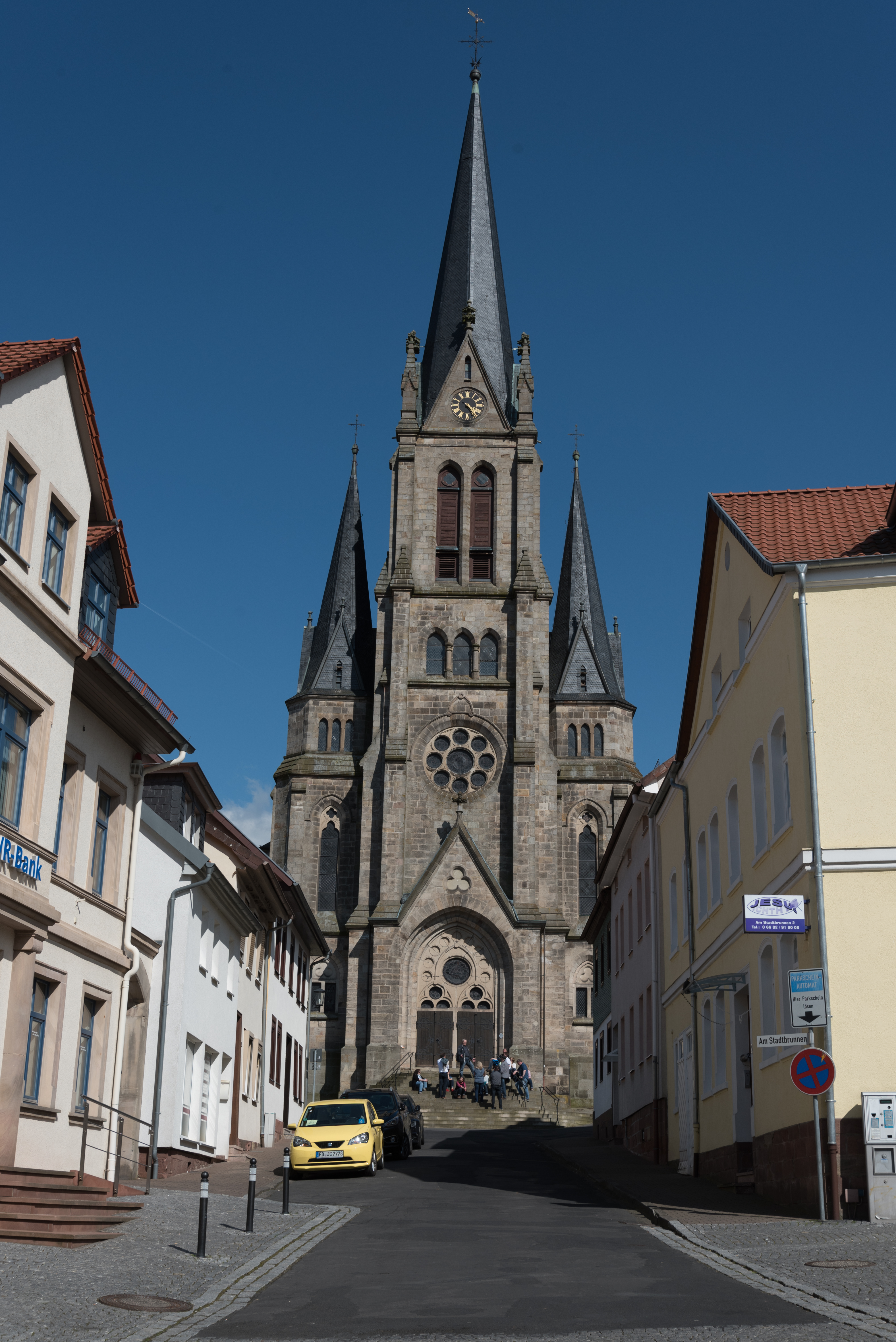
Die evangelische Stadtkirche

Tann ist seit der Einführung der Reformation durch Eberhard von der Tann in den 1530er Jahren evangelisch. Eberhard von der Tann hatte Martin Luther in Wittenberg kennengelernt und war dessen Freund geworden.
Kirchen
- Tann: ev. Stadtkirche, erbaut 1886–1889, mit ca. 1200 Plätzen, und Niklaskirche, erbaut 1741–1746, heute hauptsächlich als Friedhofskirche, aber auch als Winterkirche genutzt;
- Tann: kath. Kirche St. Johannes der Täufer: erbaut 1955;
- Habel (Tann): erbaut 1782;
- Neuswarts: erbaut 1770–1780;
- Theobaldshof/Knottenhof: erbaut 1963.

## Politik

### Stadtverordnetenversammlung
Die Kommunalwahl am 14. März 2021 lieferte folgendes Ergebnis, in Vergleich gesetzt zu früheren Kommunalwahlen:
| Sitzverteilung in der Stadtverordnetenversammlung 2021Insgesamt 17 Sitze - SPD: 5 - FDP: 5 - CDU: 7 | Parteien und Wählergemeinschaften | Parteien und Wählergemeinschaften           | % 2021 | Sitze 2021 | % 2016 | Sitze 2016 | % 2011 | Sitze 2011 | % 2006 | Sitze 2006 | % 2001 | Sitze 2001 |
| Sitzverteilung in der Stadtverordnetenversammlung 2021Insgesamt 17 Sitze - SPD: 5 - FDP: 5 - CDU: 7 | CDU                               | Christlich Demokratische Union Deutschlands | 41,1   | 7          | 37,9   | 9          | 43,2   | 10         | 40,2   | 9          | 48,0   | 11         |
| Sitzverteilung in der Stadtverordnetenversammlung 2021Insgesamt 17 Sitze - SPD: 5 - FDP: 5 - CDU: 7 | SPD                               | Sozialdemokratische Partei Deutschlands     | 31,2   | 5          | 28,1   | 6          | 29,5   | 7          | 33,4   | 8          | 29,7   | 7          |
| Sitzverteilung in der Stadtverordnetenversammlung 2021Insgesamt 17 Sitze - SPD: 5 - FDP: 5 - CDU: 7 | FDP                               | Freie Demokratische Partei                  | 27,7   | 5          | 12,2   | 3          | 8,4    | 2          | 7,5    | 2          | —      | —          |
| Sitzverteilung in der Stadtverordnetenversammlung 2021Insgesamt 17 Sitze - SPD: 5 - FDP: 5 - CDU: 7 | UWG                               | Unabhängige Wählergemeinschaft Tann         | —      | —          | 21,9   | 5          | 18,9   | 4          | 18,9   | 4          | 16,1   | 4          |
| Sitzverteilung in der Stadtverordnetenversammlung 2021Insgesamt 17 Sitze - SPD: 5 - FDP: 5 - CDU: 7 | FBL                               | Freie Bürgerliste Tann                      | —      | —          | —      | —          | —      | —          | —      | —          | 6,2    | 1          |
| Sitzverteilung in der Stadtverordnetenversammlung 2021Insgesamt 17 Sitze - SPD: 5 - FDP: 5 - CDU: 7 | Gesamt                            | Gesamt                                      | 100,0  | 17         | 100,0  | 23         | 100,0  | 23         | 100,0  | 23         | 100,0  | 23         |
| Sitzverteilung in der Stadtverordnetenversammlung 2021Insgesamt 17 Sitze - SPD: 5 - FDP: 5 - CDU: 7 | Wahlbeteiligung in %              | Wahlbeteiligung in %                        | 58,9   | 58,9       | 62,1   | 62,1       | 61,3   | 61,3       | 57,8   | 57,8       | 68,8   | 68,8       |

### Bürgermeister
Nach der hessischen Kommunalverfassung wird der Bürgermeister für eine sechsjährige Amtszeit gewählt, seit dem Jahr 1993 in einer Direktwahl, und ist Vorsitzender des Magistrats, dem in der Stadt Tann (Rhön) neben dem Bürgermeister ehrenamtlich ein Erster Stadtrat und sechs weitere Stadträte angehören. Bürgermeister ist seit dem 1. Juli 2025 der parteiunabhängige Matthias Gelbe. Er wurde als Nachfolger von Mario Dänner, der nach zwei Amtszeiten nicht wieder kandidiert hatte, am 26. Januar 2025 im ersten Wahlgang bei 69,1 Prozent Wahlbeteiligung mit 59,9 Prozent der Stimmen gewählt.
Amtszeiten der Bürgermeister
- 2025–2031 Matthias Gelbe[33]
- 2013–2025 Mario Dänner[34]
- 2001–2013 Markus Meysner (CDU)
- 1989–2001 Dieter Herchenhan (SPD)
- 1983–1989 Wolfgang Schwake (CDU)
- 1949–1983 Karl Hilgen (SPD)[37]

### Ortsbeiräte
Gemeinde Tann (Rhön)
Für alle als Stadtteil eingemeindeten ehemaligen Gemeinden und die Kernstadt besteht je ein Ortsbezirk mit Ortsbeirat und Ortsvorsteher, nach Maßgabe der §§ 81 und 82 HGO und des Kommunalwahlgesetzes in der jeweils gültigen Fassung. Die Ortsbezirke entsprechen den Gebieten der ehemaligen Gemeinden.
Die Ortsbeiräte bestehen aus fünf bis neun Mitgliedern. Die Ortsbeiräte werden im Rahmen der Kommunalwahlen gewählt. Der Ortsbeirat wählt eines seiner Mitglieder zum Ortsvorsteher bzw. zur Ortsvorsteherin. Für die Wahlergebnisse siehe die entsprechenden Stadtteile.
Ortsbezirk Tann (Kernstadt)
Der Ortsbezirk Tann umfasst das Gebiet der ehemaligen Stadt Tann.
Der Ortsbeirat besteht aus neun Mitgliedern. Bei den Kommunalwahlen in Hessen 2021 betrug die Wahlbeteiligung zum Ortsbeirat 50,49 %. Es wurden sechs Mitglieder der SPD und drei Mitglieder der CDU gewählt. Der Ortsbeirat wählte Hans Dänner (SPD) zur Ortsvorsteherin.

### Wappen und Banner

Banner der Stadt

| Wappen von Tann | Blasonierung: „In Gold (Gelb) eine bewurzelte grüne Tanne.“ |
| Wappen von Tann | Wappenbegründung: Das Wappen entstammt einem Siegel aus dem späten 18. Jahrhundert. Die Tanne steht redend für den Ortsnamen. Das Banner zeigt auf der nach dem oberen Drittel von Grün und Gelb gevierten Bahn auf der Vierung das Wappen. |

Der einseitige Probeabschlag der bayerischen Bürgermeistermedaille für Tann (Rhön) von 1820 aus dem Bayerischen Hauptstaatsarchiv in München zeigt das Stadtwappen mit der Tanne.

### Siegel
|  | 00Siegel: „Das Dienstsiegel der Stadt Tann (Rhön) zeigt das Wappen mit der Umschrift "STADT TANN (RHÖN) - Landkreis Fulda".“ |

### Städtepartnerschaft
Eine Städtepartnerschaft besteht mit der Nachbargemeinde Kaltennordheim (Verwaltungsgemeinschaft Hohe Rhön in Thüringen).
Seit 2023 besteht eine Städtepartnerschaft mit dem Markt Tann in Niederbayern.

## Kultur und Sehenswürdigkeiten

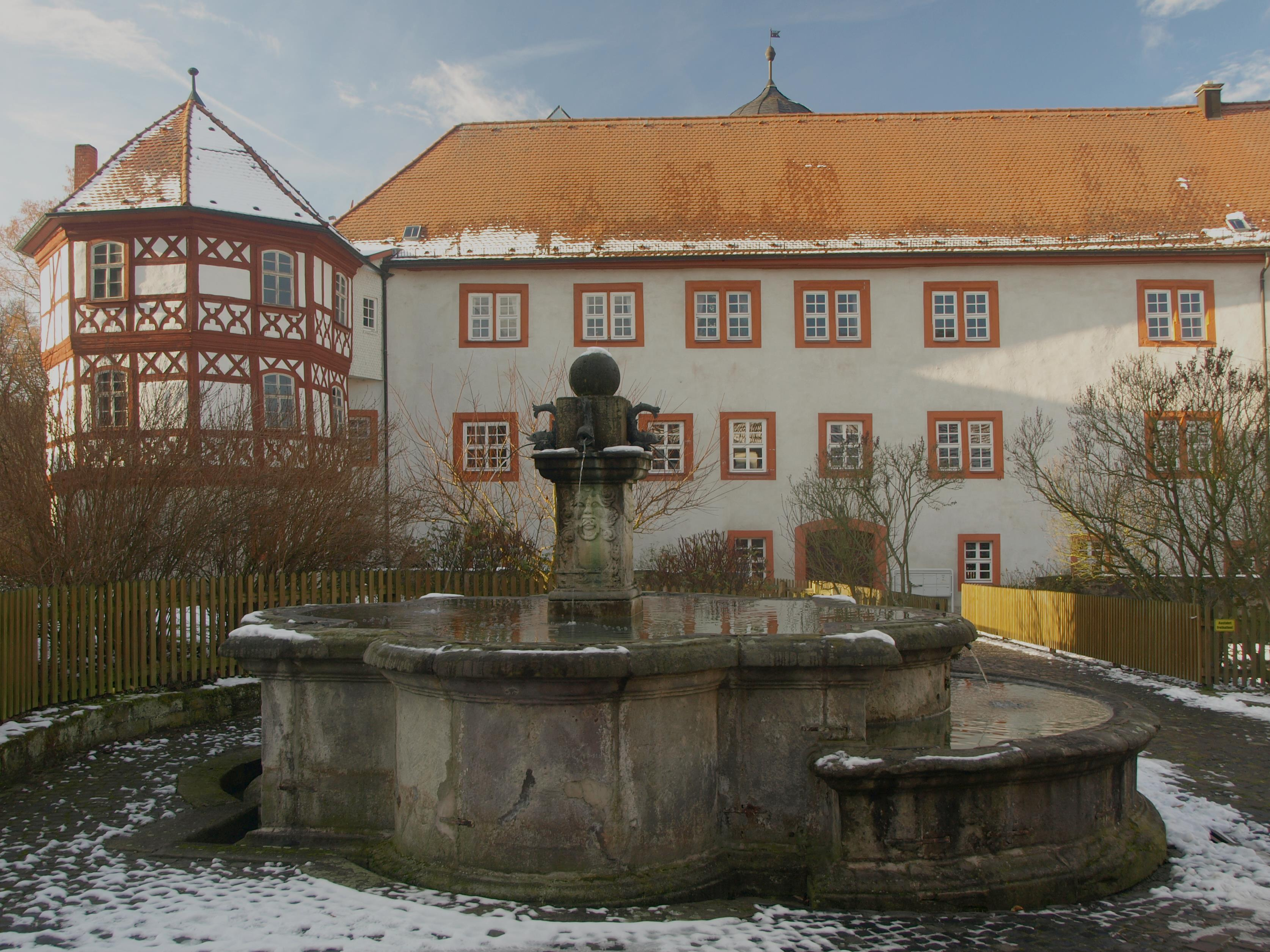
Schlossbrunnen

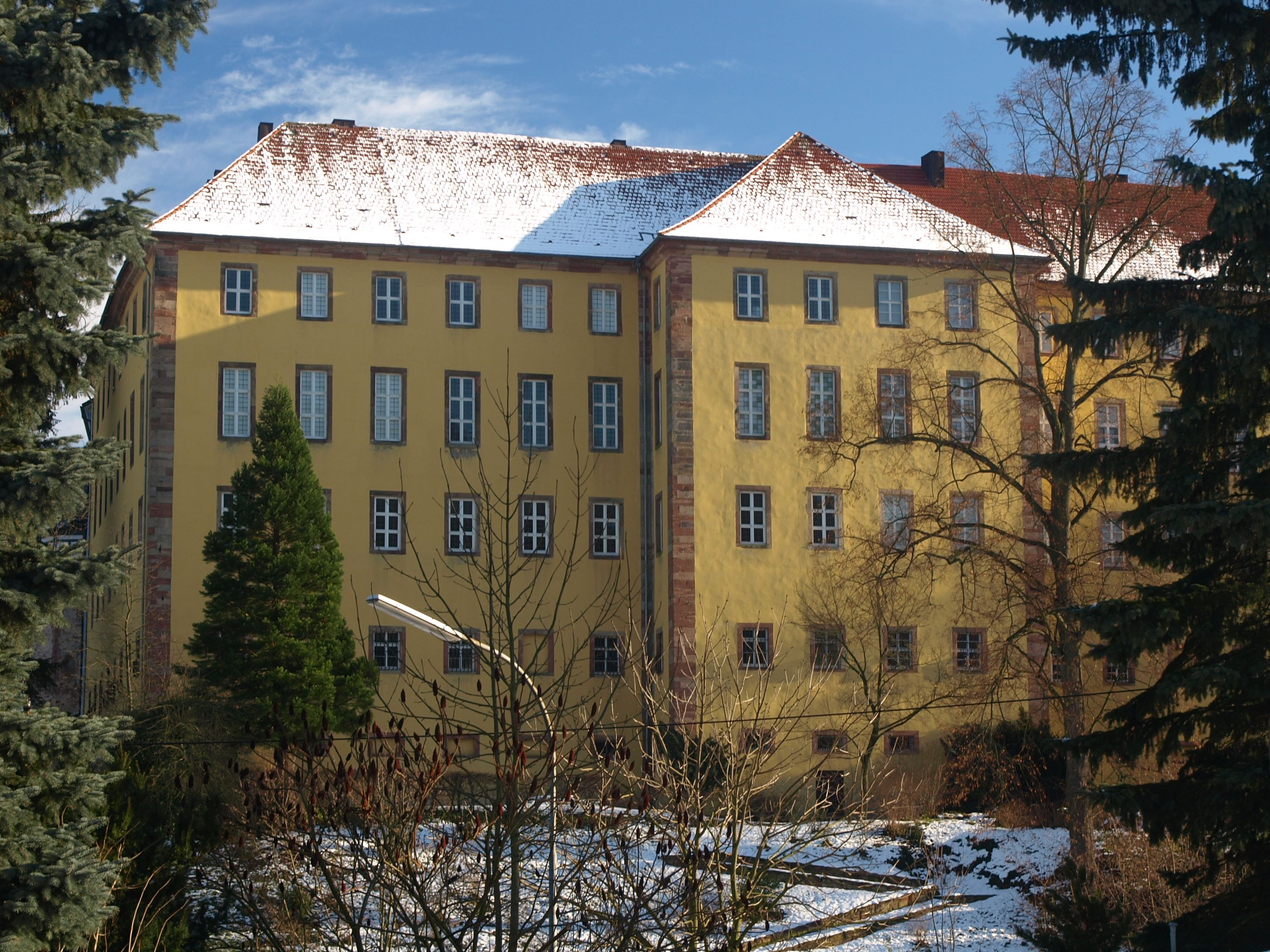
Gelbes Schloss

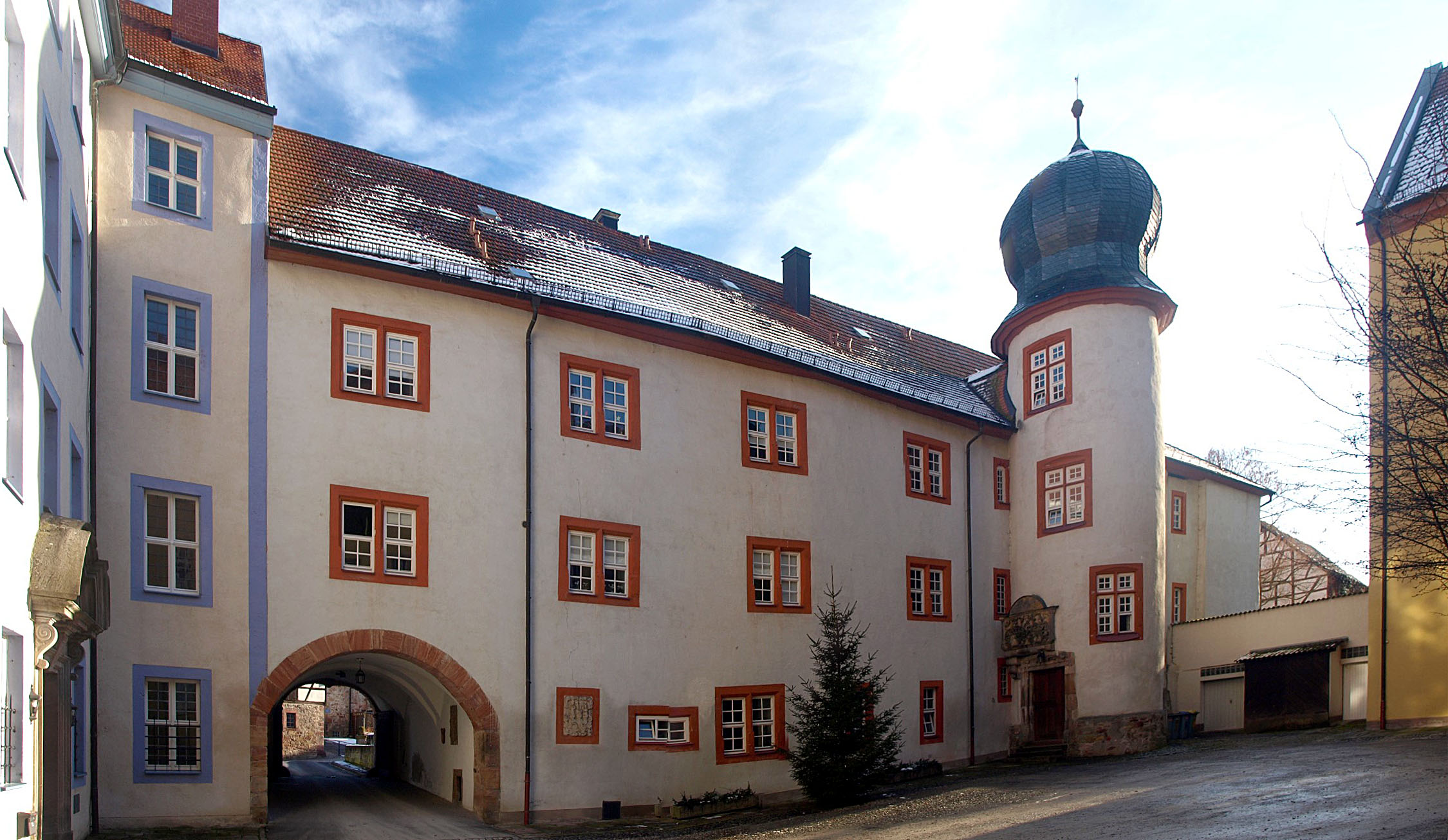
Rotes Schloss

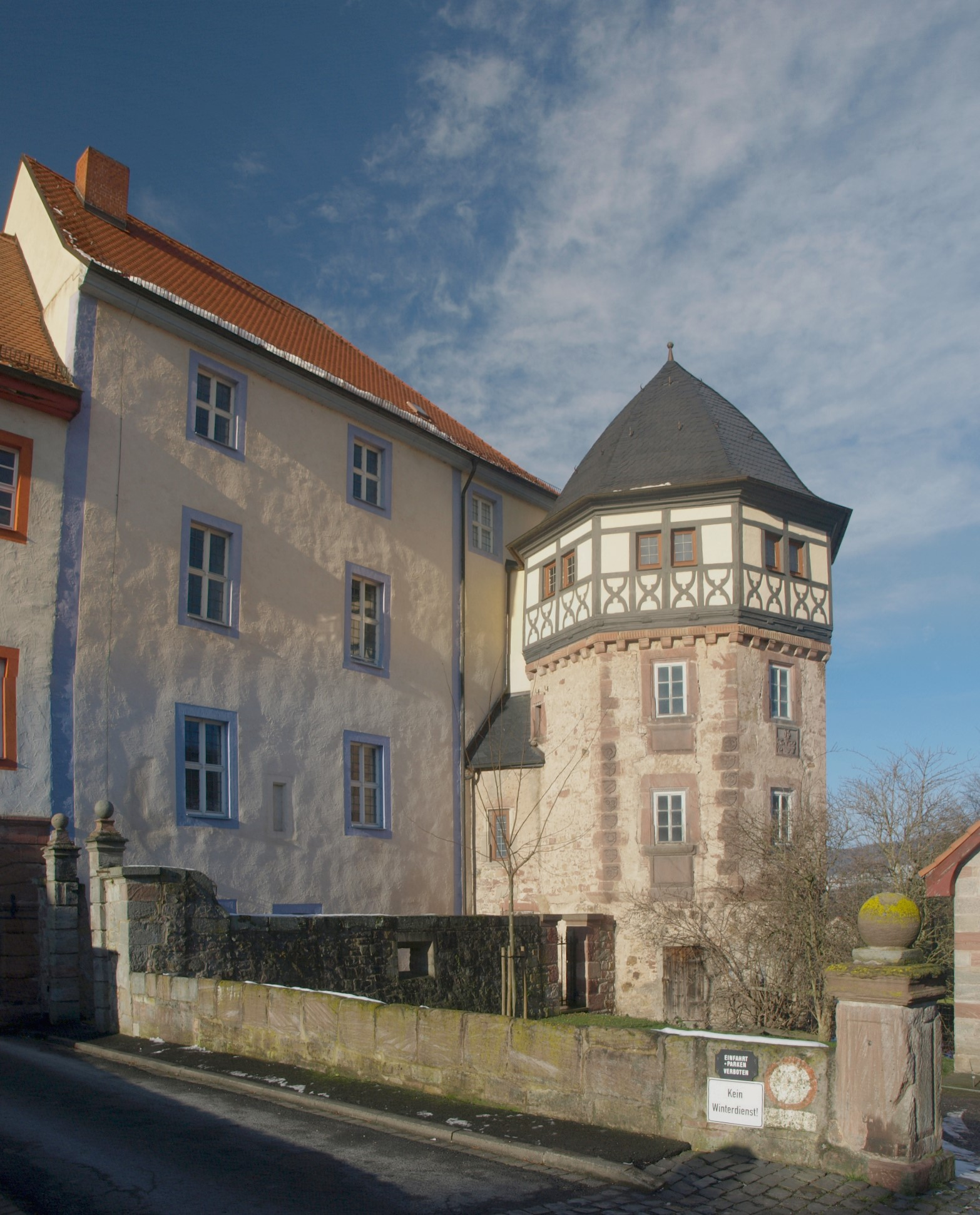
Blaues Schloss

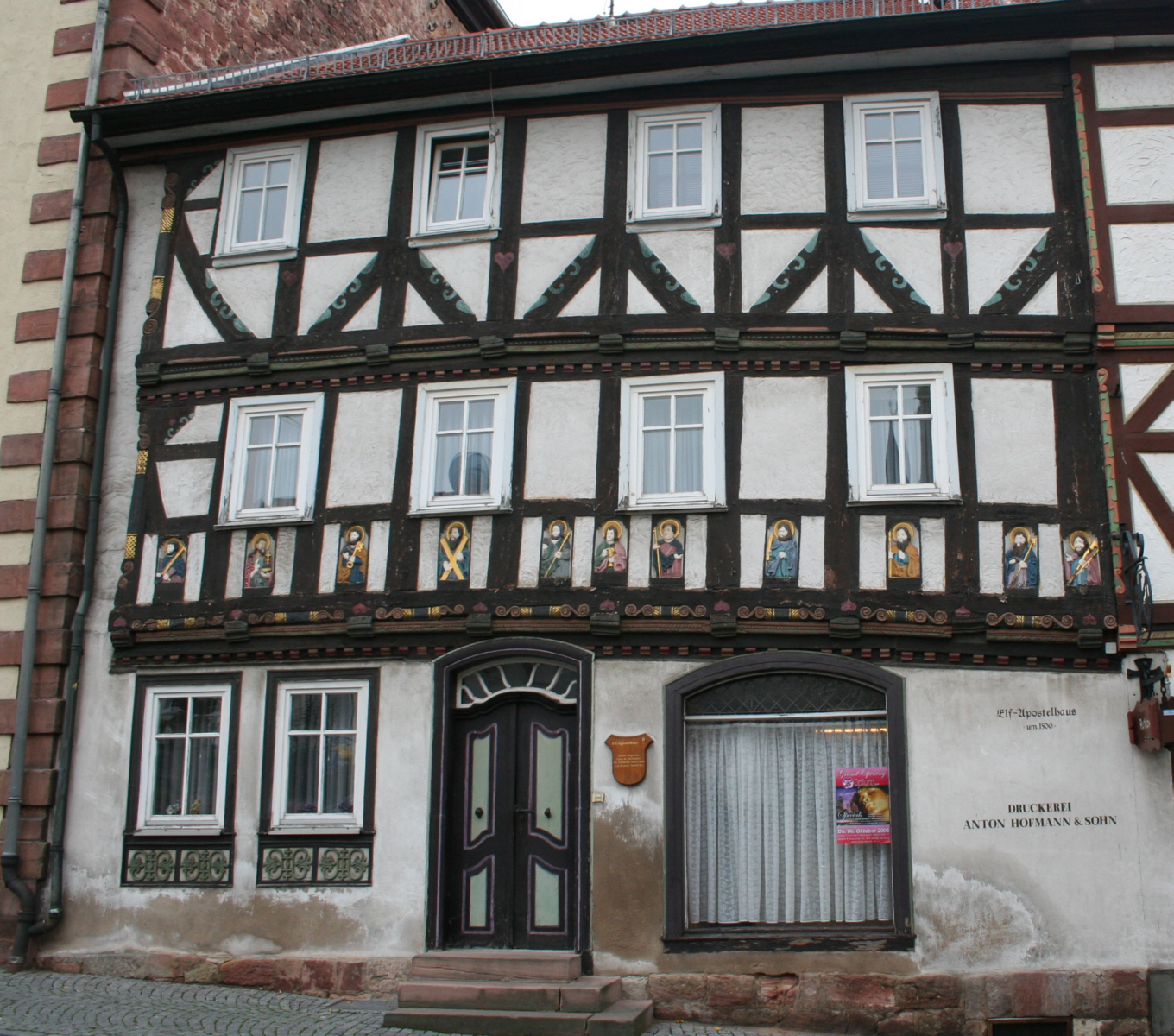
„Elf-Apostel-Haus“ im Zentrum

### Bauwerke und Plätze
- Tanner Stadttor (1563)
- Tanner Schlosskomplex
  - Rotes Schloss (1558)
  - Blaues Schloss (1574)
  - Gelbes Schloss (1699)
  - Schlossbrunnen (1686)
- Marktplatz
  - Rathaus (1857)
  - Marktbrunnen (1710)
  - Standbild des Generals Ludwig von der Tann-Rathsamhausen (1900)
  - Rentamt der Herren von der Tann (1722)
  - „Neuer Bau“ von 1689 (ein ehemaliges Zenthaus; heute Naturmuseum und Tourismusinformation)
- Evangelische Stadtkirche im neugotischen Stil (1889)
- Elf-Apostel-Haus als ältestes Bürgerhaus (ca. 1500)
- Ochsenbäckerhaus (1592)
- Klashaus (bzw. St.-Nikolaus-Haus) von 1617 (ehemaliges Spital und Armenhaus)
- Knottenmühle (1557)
- Alte Schmiede (Bruchsandsteinscheune mit Schmiede und Fossilienausstellung „SteinReich“)
- Töpfermarkt
- Sankt-Nikolaus-Kirche im Barockstil (1741)
- Wehrkirche St. Johannes der Täufer in Lahrbach (1616)

### Museen und Ausstellungen
- Freilichtmuseum Rhöner Museumsdorf
- Naturmuseum Tann (Rhön)[42][43]
- Wachstube im Tanner Stadttor[44]
- Fossilienausstellung „SteinReich“ im Gebäude der Alten Schmiede[45]
- Sagenkeller in den Kellerräumen der früheren Schlossbrauerei[45]
- Informationsstelle über die ehemalige Grenze zur DDR in der Rhönhalle[46][47]

### Regelmäßige Veranstaltungen
- Maimarkt (erstes Maiwochenende)
- Johannismarkt (Wochenende vor dem 24. Juni)
- Geriethfest (erster Sonntag im Juli)
- Wirtefest (zweiter Sonntag im September)
- Allerheiligenmarkt (1. November)
- Weihnachtsmarkt/Klasmarkt (dritter Donnerstag im Dezember)
- Tanner Musiksommer (im Zeitraum Mai bis September)
- Straßenmal-Festival Via Pictura (August)

### Auszeichnungen
- 1999 kürten die Zuschauer und Zuhörer des Hessischen Rundfunks Tann (Rhön) zum beliebtesten Ferienort Hessens
- 2007 errang Tann den 14. Platz der beliebtesten Orte Deutschlands im ZDF von 1000 Orten, die sich beworben hatten
- 2007 errang das Rhöner Museumsdorf in der Sendung Die beliebtesten Sehenswürdigkeiten Hessens im Hessischen Fernsehen den 3. Platz.[48]

## Wirtschaft und Infrastruktur

### Wirtschaftsstruktur
Tann liegt an der Bundesstraße 278. Durch seine geographische Lage im ehemaligen Zonenrandgebiet war Tann wirtschaftlich bis 1990 sehr regional geprägt. Dadurch herrschen in Tann kleine und mittlere Firmen vor. Die bedeutendsten Unternehmen in Tann sind das Diakoniezentrum, das Bauunternehmen Fleischmann, das Sägewerk Schmidt sowie das Unternehmen Gleisbau Kaiser. Durch die regionale Entwicklung nach der Wiedervereinigung arbeitet heute der Großteil der Tanner Bevölkerung in Fulda.
Der Ortsteil Lahrbach ist seit 2015 ein staatlich anerkannter Erholungsort.

### Radwanderwege
Durch die Stadt führen folgende Radwanderwege:
- Der Bahnradweg Hessen führt von Hanau auf ehemaligen Bahntrassen ca. 250 km durch den Vogelsberg und die Rhön und endet in Bad Hersfeld.
- Der Ulstertal-Radweg als Teil des Rhönradwegs. Dieser hat eine Länge von insgesamt 180 km und führt von Bad Salzungen nach Hammelburg, durch alle drei Bundesländer der Rhön: Bayern, Hessen und Thüringen.
- Der Hessische Radfernweg R3 führt als Rhein-Main-Kinzig-Radweg von Rüdesheim am Rhein nach Tann und endet an der hessisch/thüringischen Grenze.

### ÖPNV
Buslinien der RhönEnergie Fulda verbinden den Ort mit Hilders und Fulda. Eine Linie des Verkehrsunternehmens Wartburgmobil führt nach Geisa, Vacha und teilweise Eisenach.
Die Ulstertalbahn ist seit 1977 abgebaut.

## Persönlichkeiten
Söhne und Töchter der Stadt
- Johann Ludwig Klüber (1762–1837), Staatsrechtler und Schriftsteller
- Arthur von der Tann-Rathsamhausen (1823–1907), Gutsbesitzer und Abgeordneter des Provinziallandtages der Provinz Hessen-Nassau
- Wilhelm Wagner (1847–1903), Bürgermeister und Mitglied des Provinziallandtages der Provinz Hessen-Nassau
- Hans Wilhelm Klee (1849–1940), Musiklehrer, Vater des Malers Paul Klee
- Friedrich Holste (1908–1942), Prähistoriker und Hochschullehrer
- Renate Kern (1945–1991), Sängerin
- Birgit Geissler (* 1949), Soziologin
- Bertram Hilgen (* 1954), ehemaliger Oberbürgermeister von Kassel
- Siglinde Kallnbach (* 1956), Künstlerin

Persönlichkeiten, die vor Ort gewirkt haben
- Eberhard von der Tann (1495–1574), kursächsischer Rat und Regent der Herrschaft Tann; führte dort 1534 die Reformation ein
- Johann Michael Bach (1745–1820), Mitglied der berühmten Musikerfamilie; wirkte hier als Kirchenmusiker von 1786 bis etwa 1795
- Werner Sunkel (1893–1974), deutscher Biologe und Ornithologe[50]
- Sebastian Kehl (* 1980), im Stadtteil Lahrbach aufgewachsen, Fußballprofi (Borussia Dortmund 2002–2015)
- Marilena (* 1997), in Tann aufgewachsen, Volksmusik-Sängerin
- Rolf Kreuder (1923–1995), Fotograf und Bildjournalist
- Michael Bott (* 1959), im Stadtteil Lahrbach aufgewachsen, Leiter der Systemischen Mikrobiologie am Forschungszentrum Jülich

## Filme
- Das Rhönmagazin im April 2019 – Tann in der Rhön. Videoreportage, 13:27 Min., TV Mainfranken, ausgestrahlt am 10. April 2019 (Online).